# Servei Nacional d'Aprenentatge Industrial
El Serviço Nacional de Aprendizagem Industrial (SENAI) és una institució privada brasilera d'interès públic, sense ànim de lucre, amb personalitat jurídica de dret privat, fora de l'administració pública. Va ser nomenat per les Nacions Unides (ONU) el 2014 com una de les principals institucions educatives de l'hemisferi sud. Forma l'anomenat tercer sector. El seu objectiu principal és donar suport a 281 àrees industrials mitjançant la formació de recursos humans i la prestació de serveis tècnics i tecnològics. Els programes de formació professional són possibles a través de les modalitats d'aprenentatge, capacitació, qualificació, millora tècnica, superior i postgrau. També proporciona servei tecnològic: assessorament, consultació, recerca aplicada, disseny, servei de laboratori i informació tecnològica. Molts cursos s’imparteixen presencialment o a distància.